# ثعلبان (الشعر)

تعديل مصدري - تعديل

ثعلبان هي إحدى قرى عزلة العبس بمديرية الشعر التابعة لمحافظة إب، بلغ تعداد سكانها 275 نسمة حسب تعداد اليمن لعام 2004.